# 金滉植
金 滉植（キム・ファンシク、韓国語: 김황식、1948年8月9日 - ）は、韓国の法曹人、政治家。国務総理（第41代）、監査院長（第21代）を歴任した。本貫は光山金氏。
元長城郡郡守の金興植は兄。

## 来歴
全羅南道長城郡生まれ。ソウル大学校法学部出身。司法試験に合格後、複数の場所で判事として在職し、最高裁判事などを経て2008年、監査院長に就任。

### 国務総理就任
鄭雲燦国務総理が2010年7月に退任を表明し、後任として名前が挙がったがこれを固辞。いったんは金台鎬前慶尚南道知事が指名された。しかし就任のために必要な国会承認に向けた人事聴聞会において不正資金疑惑など様々な疑惑を追及され、8月29日に指名辞退に追い込まれた。その後、9月16日になって後任に指名され、10月1日に正式就任。本籍が全羅南道出身としては初、監査院長出身としては李會昌以来二人目の国務総理である。

### ソウル市長選出馬
2014年3月16日、同年6月に予定されている全国同時地方選挙の一つとして実施されるソウル市長選挙への出馬を表明したが、ソウル市長選のセヌリ党候補に選出されなかった。
2019年3月、「より良い未来のための潘基文財団」財団発起人大会に出席する。

## 発言
2011年4月7日の国会答弁で、東日本大震災で被害にあった福島第一原子力発電所から放射性物質を含む水が海に放出される際、日本政府から事前連絡がなかったことに関して、ある議員が韓国の外交的な無能ぶりを示したと指摘したのに対し、韓国ではなく日本が無能だと言いたいと答えた。　

また、国会対政府質問で、独島には現実的な面で警察を駐留させることが適切だが、状況の展開に応じ、強力な軍隊の駐留もさせて対内外的に韓国の領土であることを明示するのを検討する価値があると考えていると明らかにした。　

## 略歴
- 1974年　ソウル民事地方法院 判事
- 1981年　ソウル地方法院東部 補助判事
- 1985年　ソウル高等法院 判事
- 1989年　全州地方法院 部長判事
- 1991年　法院行政処 法廷局長
- 1996年　光州高等法院 部長判事
- 1997年　最高裁 選任裁判研究官
- 2000年　法院行政処 企画調整室長
- 2000年　ソウル高等法院 部長判事
- 2004年　光州高等法院 裁判長
- 2004年　法院行政処 次長
- 2005年　最高裁判事
- 2008年9月8日　監査院長
- 2010年10月1日　国務総理